# Heilig-Hartcollege (Ganshoren)
Het Heilig-Hartcollege  was een katholieke school voor middelbaar-, basis- en volwassenenonderwijs in Ganshoren (België), vlak bij de Nationale Basiliek van het Heilig Hart. Het werd in 1939 opgericht door het toenmalig Aartsbisdom Mechelen en bood algemeen secundair onderwijs (ASO) met naargelang de periode onder meer de richtingen Latijn-Grieks, Latijn-Wiskunde, Latijn-Wetenschappen, Economie-Moderne talen, Economie-Wiskunde, Moderne talen-Wetenschappen en Wetenschappen-Wiskunde. De school trok leerlingen uit een brede omgeving en had een goede reputatie. Omdat het leerlingenaantal achteruit ging, werd het aanbod uitgebreid met TSO (handel) en BSO (kantooradministratie en gegevensbeheer), maar op 30 juni 2008 werd de secundaire afdeling gesloten. Het volwassenenonderwijs (Lethas) bleef bestaan en de basisschool herdoopt tot Vrije Basisschool Heilig-Hartcollege Ganshoren binnen vzw Sint-Goedele.

## Geschiedenis

### Gebouw
Leopold II van België, was bekend als bouwheer. Na de bouw van het Justitiepaleis van Brussel was zijn oog gevallen op de  hoogvlakte van Koekelberg waar hij een Pantheon wou bouwen ter ere van de Groten van het land en begraafplaats voor nationale figuren, naar analogie met de Cimetière du Père-Lachaise. Daartoe liet hij urbanisatieplannen ontwerpen waarbij lanen namen kregen zoals de Pantheonlaan, Landsroemlaan en Keizer Karellaan die tot heden hun naam hebben bewaard. Tijdens een van zijn vele bezoeken aan Parijs kwam Leopold onder de indruk van de Basilique du Sacré-Cœur en veranderde hij van gedachte. Hij voorzag er een soortgelijke basilica minor, maar het Belgisch Parlement voorzag geen financiële steun. 
Er moest dus  worden gezorgd voor bijdragen van de bevolking. Er werd daartoe beroep gedaan op de Franse Oblaten van de Onbevlekte Maagd Maria die reeds ervaring hadden bij de bouw van de Parijse Basilique du Sacré-Cœur. Op de hoek van de Landsroemlaan en de Keizer Karellaan werd dan in  1903 een gebouw in de neogotische stijl van de toekomstige Basiliek opgetrokken dat tegelijk diende als klooster en voorlopig bedevaartsoord. De plannen werden eveneens getekend door  architect Pierre Langerock. Op 10 april 1905 werden het gebouw ingewijd en op 12 oktober legde Leopold II de eerste steen van de toekomstige basiliek ter gelegenheid van de 75e verjaardag van de Belgische onafhankelijkheid. De oblaten deden hun uiterste best om de cultus van het Heilig Hart te verspreiden in België. Tijdens en na WOI ijverde de toenmalige kardinaal Mercier voor een goedkopere uitvoering. Tegelijkertijd wou hij de oblaten vervangen door de bisschoppelijke clerus zodat de bisschoppen meer toezicht zouden hebben. Hij slaagde in beide opzetten. In 1919 werd de kloosterruimte in gebruik genomen als pastorij voor de eerste pastoor Téophile Barette en zijn onderpastoors. De opvolger van Mercier, kardinaal Jozef Van Roey kon op 26 mei 1935 de apsis van de basiliek inwijden en deze werd  opengesteld voor de cultus, waardoor een einde kwam aan het gebruik van het voorlopig bedevaartsoord aan de Landsroemlaan, het diende nog slechts als pastorie. Er diende een nieuwe bestemming gezocht voor het gebouw. Gezien de gunstige ligging aan een belangrijke invalsweg zoals de Keizer Karellaan evenals de bediening door ettelijke tramlijnen zowel van de buurtspoorwegen als van het Brussels tramnet kwam de idee om er een aartsbisschoppelijk college te vestigen.

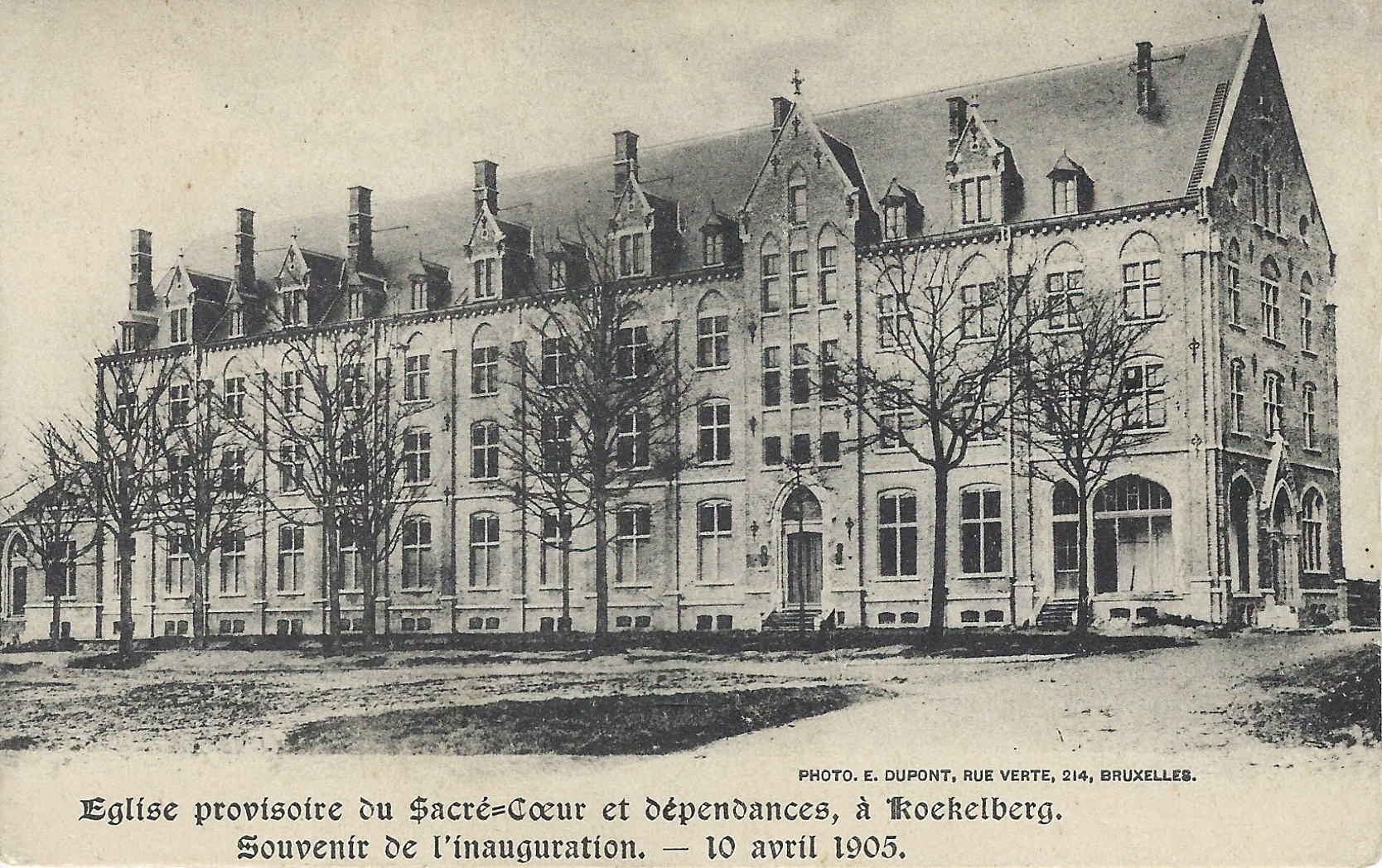
Voorlopige kerk van het Heilig-Hart, Koekelberg (Landsroemlaan, Ganshoren)
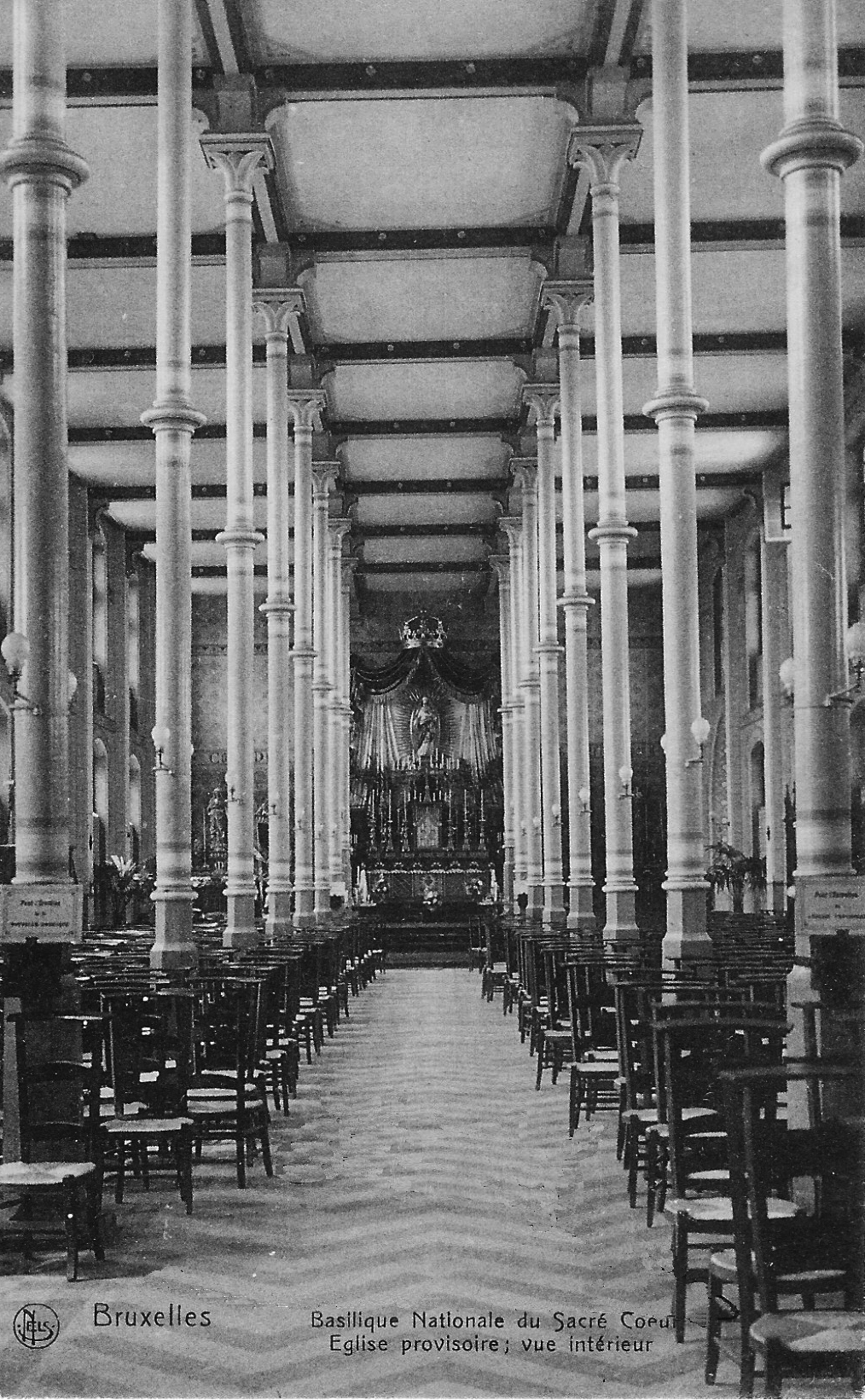
Voorlopige Basiliek van het Heilig-Hart, Interieur,Landsroemlaan, Ganshoren, 1905
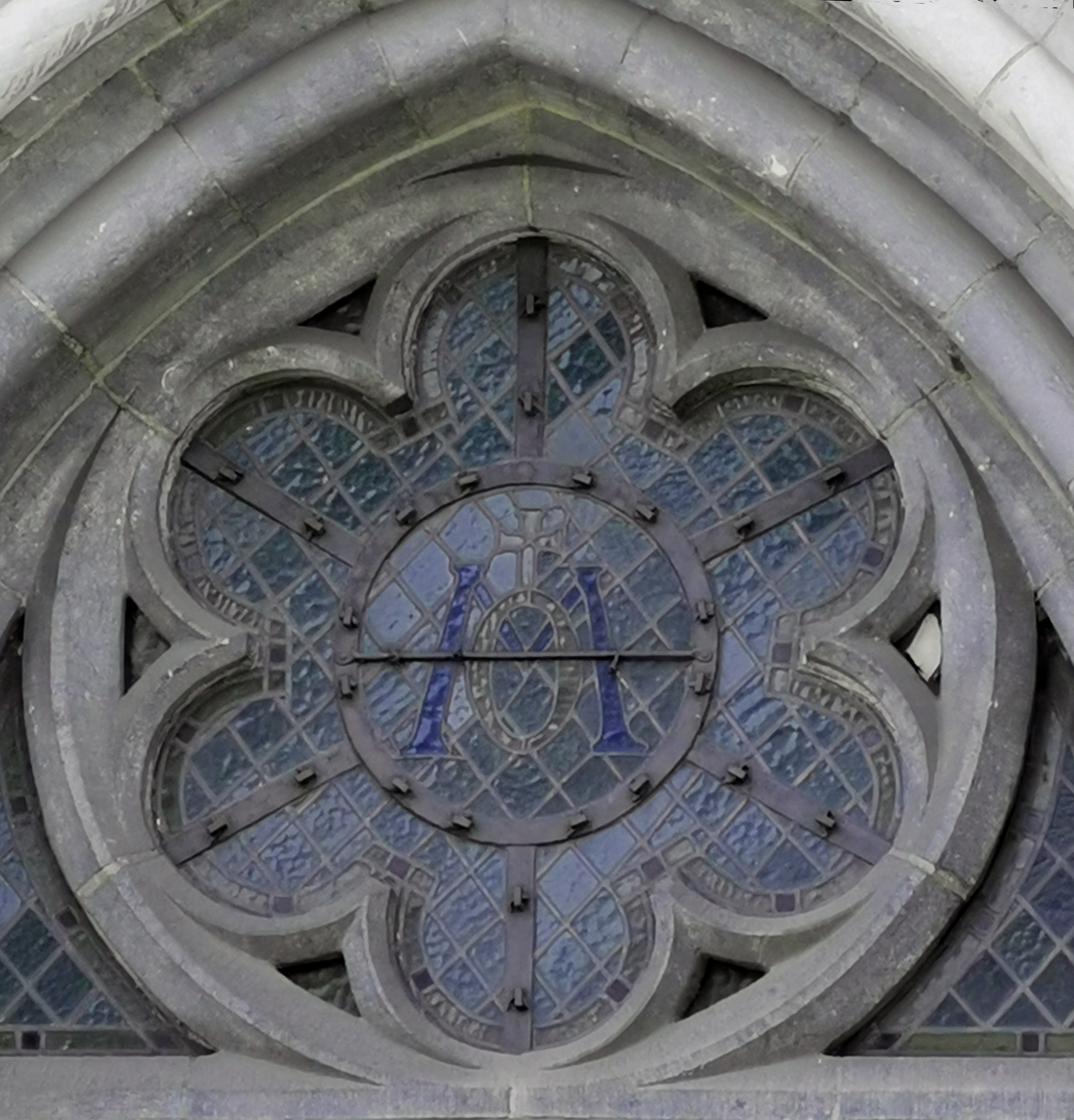
Monogram van de paters Oblaten in rozetraam boven de ingangspoort van de voorlopige Basiliek van Koekelberg
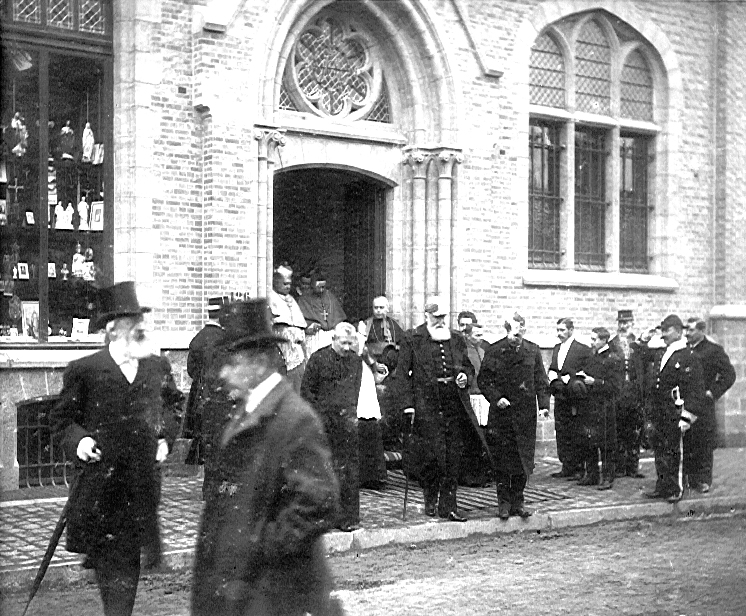
Leopold II verlaat de voorlopige kerk vooraleer de eerste steen van de Basiliek van het Heilig Hart te plaatsen op 12 october 1905

### Heilig-Hartcollege (1939-1984)

#### Oprichting

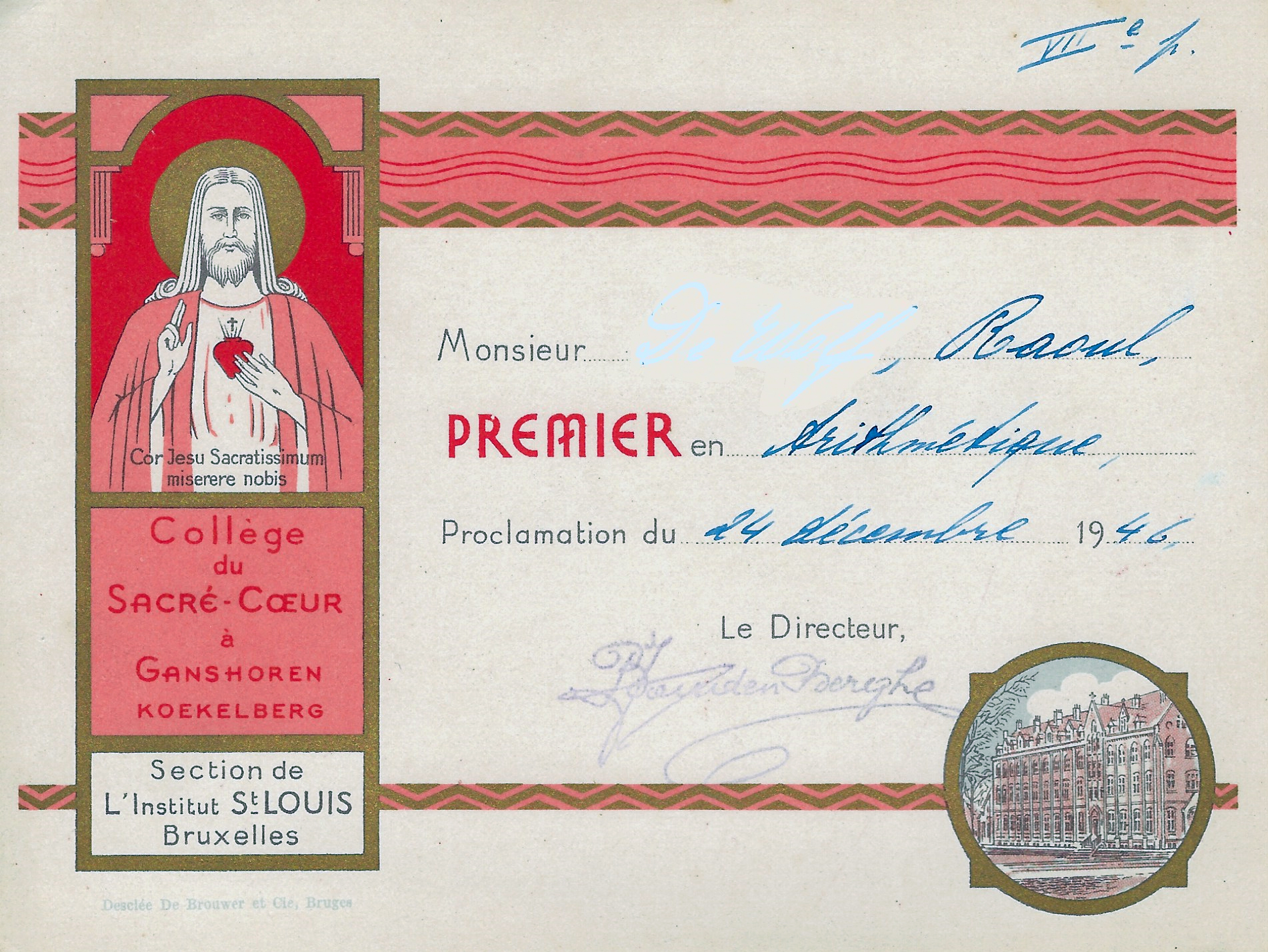
Erekaart voor eerste prijs in rekenen van de 7de voorbereidende (Franstalig) in 1946. Heilig-Hartcollege Ganshoren.

Op 21 juni 1939 krijgt Bernard Vanden Berghe (1912-2015), priester-leraar aan het Sint-Pieterscollege (Leuven), onverwacht de opdracht van het aartsbisdom Mechelen om een college te stichten in het vroegere Oblatenklooster te Ganshoren. Het college krijgt de toepasselijke naam “Heilig-Hartcollege”.  Een week later bezoekt de jonge directeur het pand en stelt vast dat er heel wat metsel- en timmerwerk zal van pas komen om het gebouw om te vormen tot een schoolgebouw volgens de plannen van de ingenieurarchitect Paul Rome. Er resten hem slechts twee en een halve maand om dat te verwezenlijken. In de kerkruimte komen twee verdiepingen klaslokalen. Op het gelijkvloers wordt de winkelruimte omgebouwd tot burelen en helemaal achteraan wordt van de vroegere sacristie een kapel gemaakt. In de kelders wordt een turnzaal ingericht en in een deel van de tuin een speelplaats en WC's. De werkzaamheden verlopen onder bescherming van het Franstalige Institut Saint-Louis (Brussel), een eveneens aartsbisschoppelijk college gelegen in hartje Brussel waarvan het Heilig-Hartcollege voorlopig de Vlaamstalige humaniora zal vormen. Op 16 september 1939 kan er gestart worden met een groep van 94 leerlingen, allen tussen 9 en 13 jaar oud en voldoende in aantal om er een eerste jaar Latijnse en Moderne en enkele voorbereidende klassen mee te bevolken. Directeur Vanden Berghe gaf zelf les en had slechts drie medewerkers: E.H. H.Fineau en de heren Desmet en Van Gijsseghem.
De leerlingen zijn niet enkel afkomstig uit Ganshoren en uit een aantal Brusselse gemeenten, een aanzienlijk gedeelte komt uit verder afgelegen dorpen in het Pajottenland en het noordwestelijke gedeelte van Brabant. De lagere school bestaat uit een Nederlands- en een Franstalige afdeling. Het lerarenkorps bestaat hoofdzakelijk uit priesters. Het is de tijd dat de leerkrachten nog geen staatswedde ontvangen en de leerlingen nog schoolgeld moeten betalen.

#### Oorlogsjaren
Tijdens de Tweede Wereldoorlog worden leraars en leerlingen geconfronteerd met dwingende verordeningen van het strenge Duits Bestuur in Brussel, met verplichte verduistering, de rantsoeneringskaarten, de slijmerige levertraan van Winterhulp. Behoorlijk en geregeld onderricht loopt evenmin van een leien dakje. Zo krijgen tijdens de eerste maanden van 1944 de buitenjongens les in Asse, terwijl de leerlingen van de lagere cyclus slechts enkele uren naar het college komen. Zo worden er ondanks alles nog voortreffelijke resultaten geboekt.

#### Groei en bloei

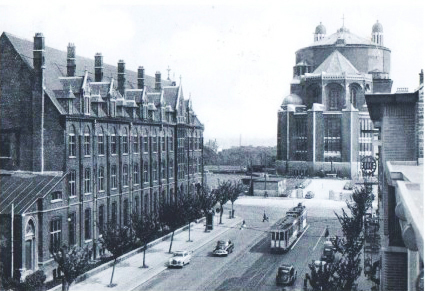
Keizer Karellaan met Heilig-Hartcollege en Basiliek van Koekelberg ca. 1950. Gelijkvloers en 1e verdiep: klaslokalen; 2e verdiep: kamers van leraars(priester); onder dak: slaapzalen internen.
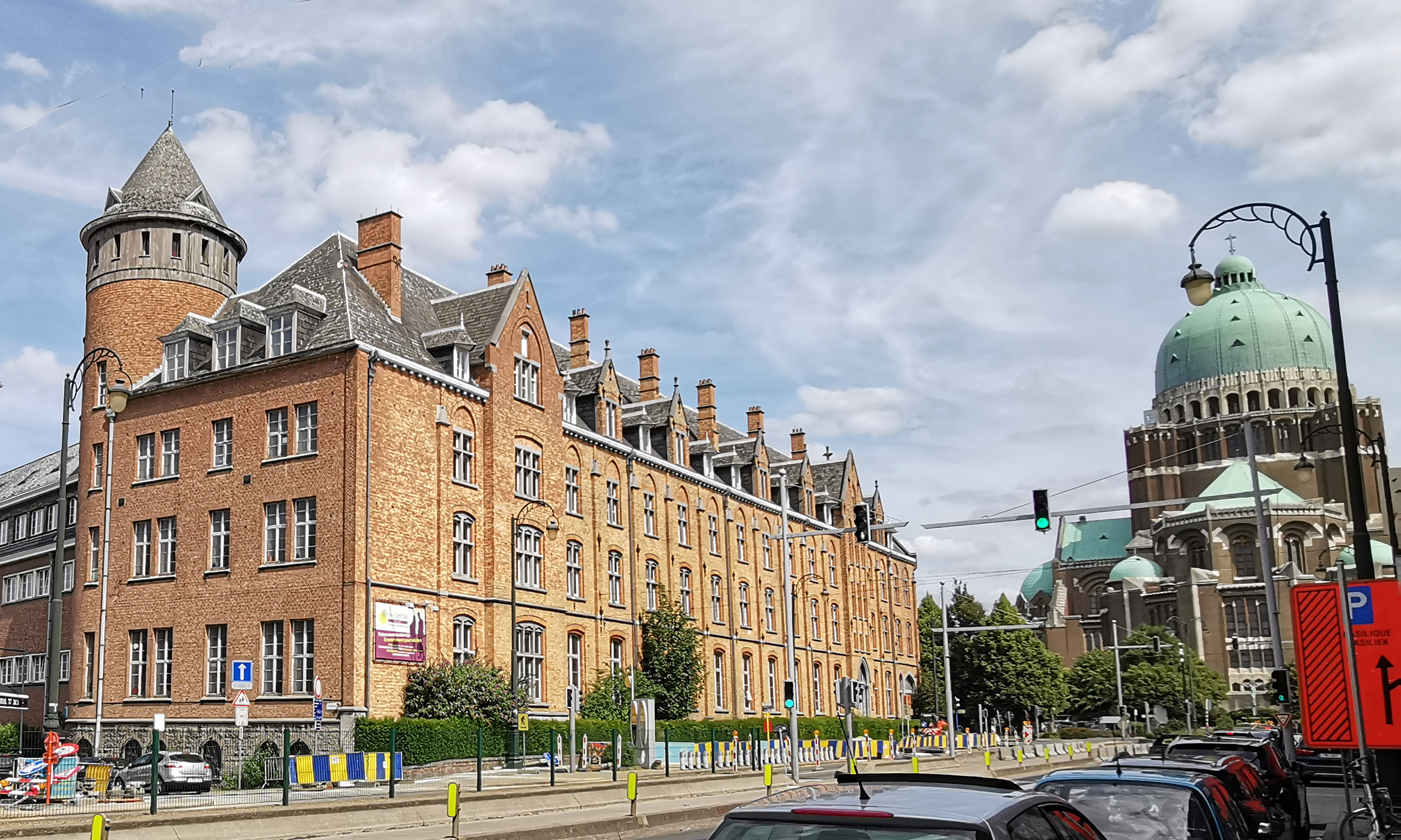
Heilig-Hartcollege, links, en achteraan de Basiliek van Koekelberg 2019-07-21

De school van "de pastoors achter de basiliek" verwerft stilaan een goede naam. Ze biedt hoogstaand onderwijs, er heerst een gezonde studiementaliteit en een niet onaardig tuchtsysteem. Een pluspunt is de oprichting in 1946 van een internaat dat tot in 1975 zal blijven voortbestaan.  Er waren internen afkomstig van Oostende tot Maaseik. E.H.  A.Wouters, was de internenprefect.
Het College beperkte zich niet tot enkel lesgeven.
- Daar er in het College geen ruimte was voor de godsdienstige plechtigheden werd gebruikgemaakt van de apsis van de Basiliek (het autoverkeer was toen nog minimaal). Het oprichten van een zangkoor was dan nodig, er waren voldoende knapen en jongens om het te bevolken. Het was E.H. J. Van Craenenbroeck(1941-1949)[20] die daar voor zorgde, zijn opvolger was E.H. Frans Bruurs (1950-1960)[21]. Het koor trad ook op in het voorprogramma van de jaarlijkse toneelopvoeringen en nam deel aan een korentornooi in de Henry Le Boeufzaal van het Paleis voor Schone Kunsten. Een van de jaarlijkse hoogtepunten was de Middernachtmis in de Basiliek van Koekelberg. Leerlingen zoals Bob Boon (Bob Boon Singers) en de gebroeders Guido en Jean-Jacques Cassiman (Trio Cassiman) verdienden hun eerste muzikale sporen in het koor. Frans Bruurs leidde het koor op 13 en 14 oktober 1951 toen de Basiliek plechtig werd ingewijd door kardinaal Van Roey en alle Belgische bisschoppen en abten. Latere optredens waren o.a. in 1954 bij een uitvoering van Jeanne d'Arc au bûcher van Arthur Honegger en Paul Claudel in het Kursaal van Oostende. Toen E.H. F.Bruurs in 1960 een nieuwe benoeming kreeg werd hij opgevolgd door E.H. R. Van Put. Het koor trad op in mei 1962 op een groots opgezet kunstfeest ter ere van de moeders in het Paleis van Schone Kunsten. In hetzelfde jaar kwam een nieuw hoogtepunt met nieuwe opvoeringen van Jeanne d'Arc au bûcher in het Paleis van Schone Kunsten en in de Stadsschouwburg Brugge, samen met het koor Cantores uit Brugge en het Nationaal Orkest van België o.l.v. André Cluytens. In juli 1964 mocht het koor meewerken aan de Belgische creatie van het War Requiem van Benjamin Britten in de Sint-Maartenskerk (Kortrijk), samen met het koor Singhet ende Weset Vro uit Kortrijk, het koor en orkest van de B.R.T. o.l.v. Daniel Sternefeld. In maart 1965 volgde een tweede uitvoering in de Koningin Elisabethzaal te Antwerpen. Einde 1968 na een laatste optreden bij het toneelfeest hield het collegekoor op te bestaan.

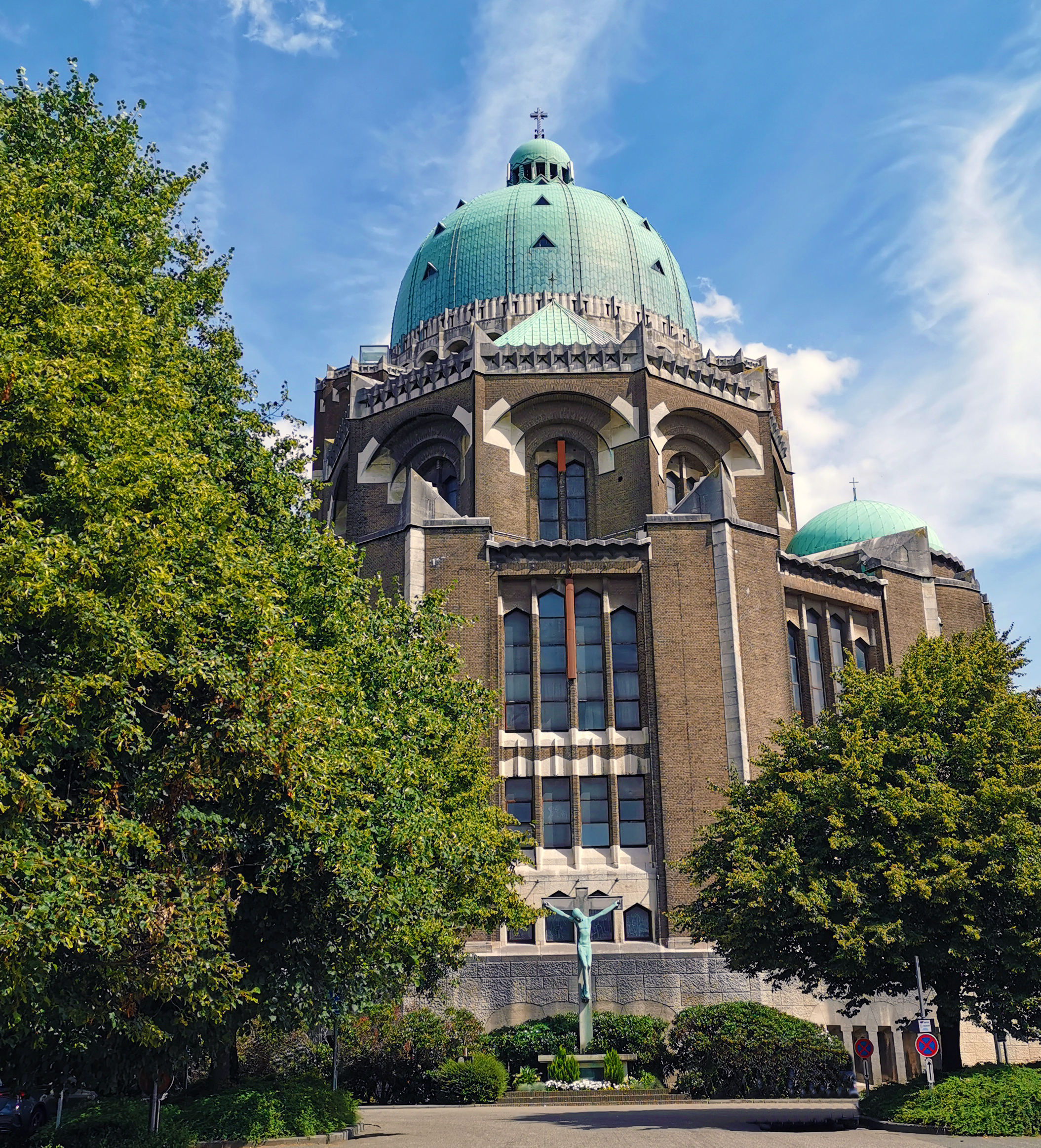
Apsis van de Basiliek van Koekelberg
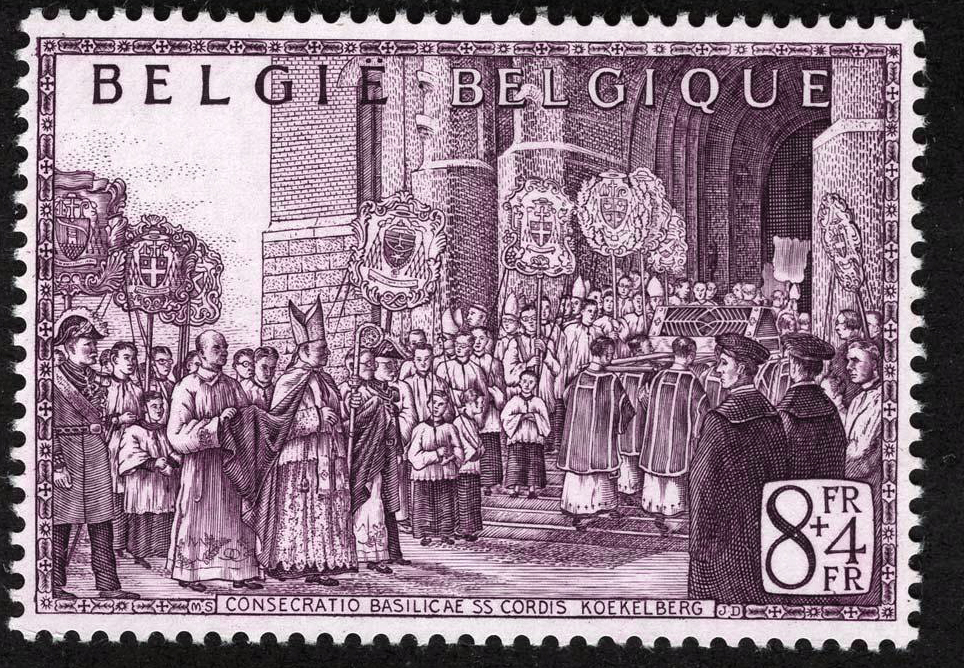
Herdenkingszegel van de inwijding van de Basiliek van Koekelberg op 14 oktober 1951

- Zoals in zovele katholiek scholen werd er een jeugdbeweging gesticht en was het evident dat dit de Katholieke Studentenactie (KSA) zou zijn. De stichter was directeur Vanden Berghe met o.a. Jos Pelgrims en Jacques De Staercke als leden van de kerngroep. E.H. P. Vranckx[22] was jarenlang de proost. De voornaamste activiteit was het jaarlijkse kamp. Een van de hoogtepunten was de deelname aan de Studentenbedevaart naar Rome naar aanleiding van het Heilig jaar 1950. Later evolueerde de KSA naar het gemengde KSJ.

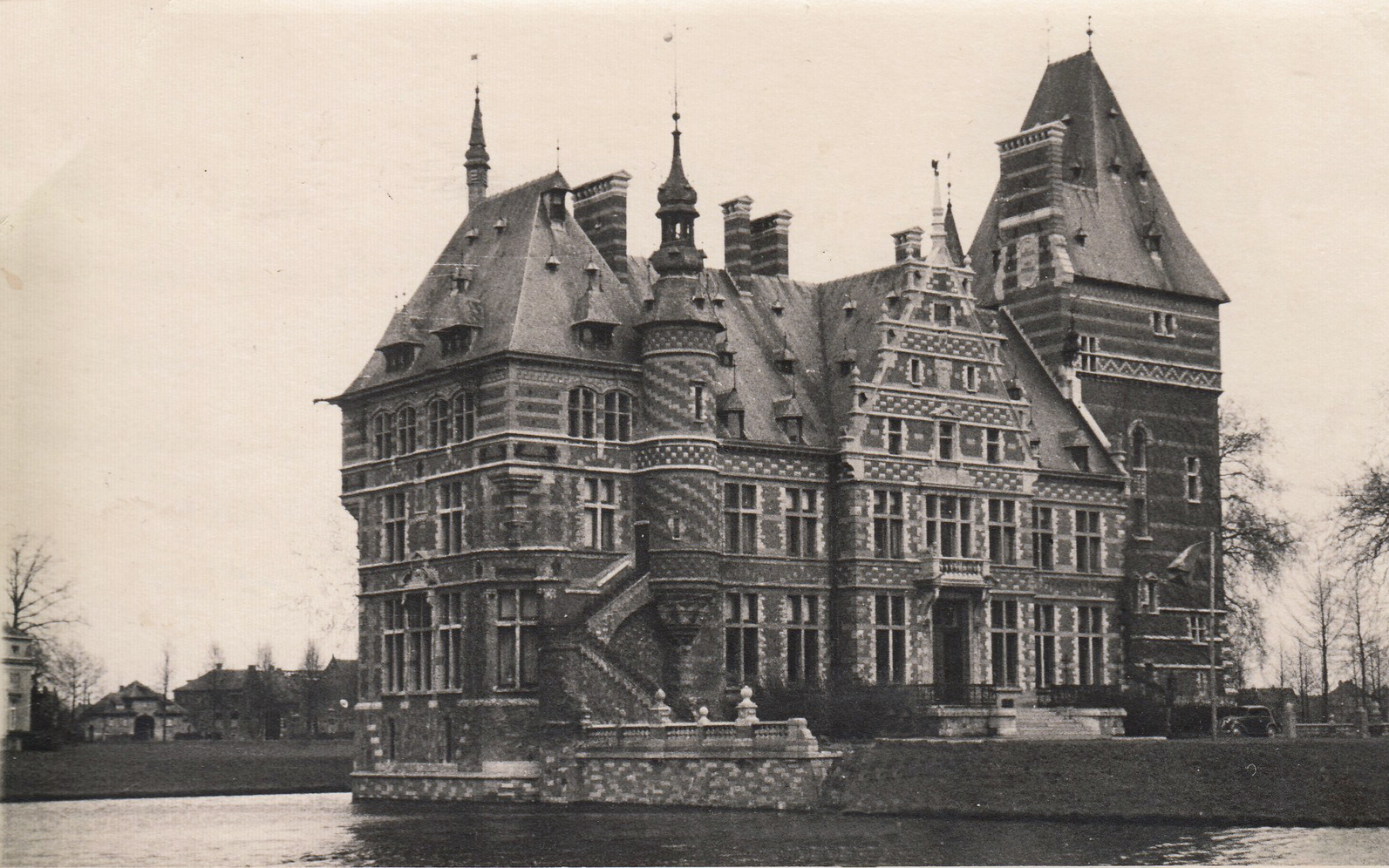
Het domein van Wespelaar[23] werd van 1947 tot 1954 gehuurd door de KSA onder de benaming  Hertogenburg. De internen van het college kwamen hier regelmatig op weekend.
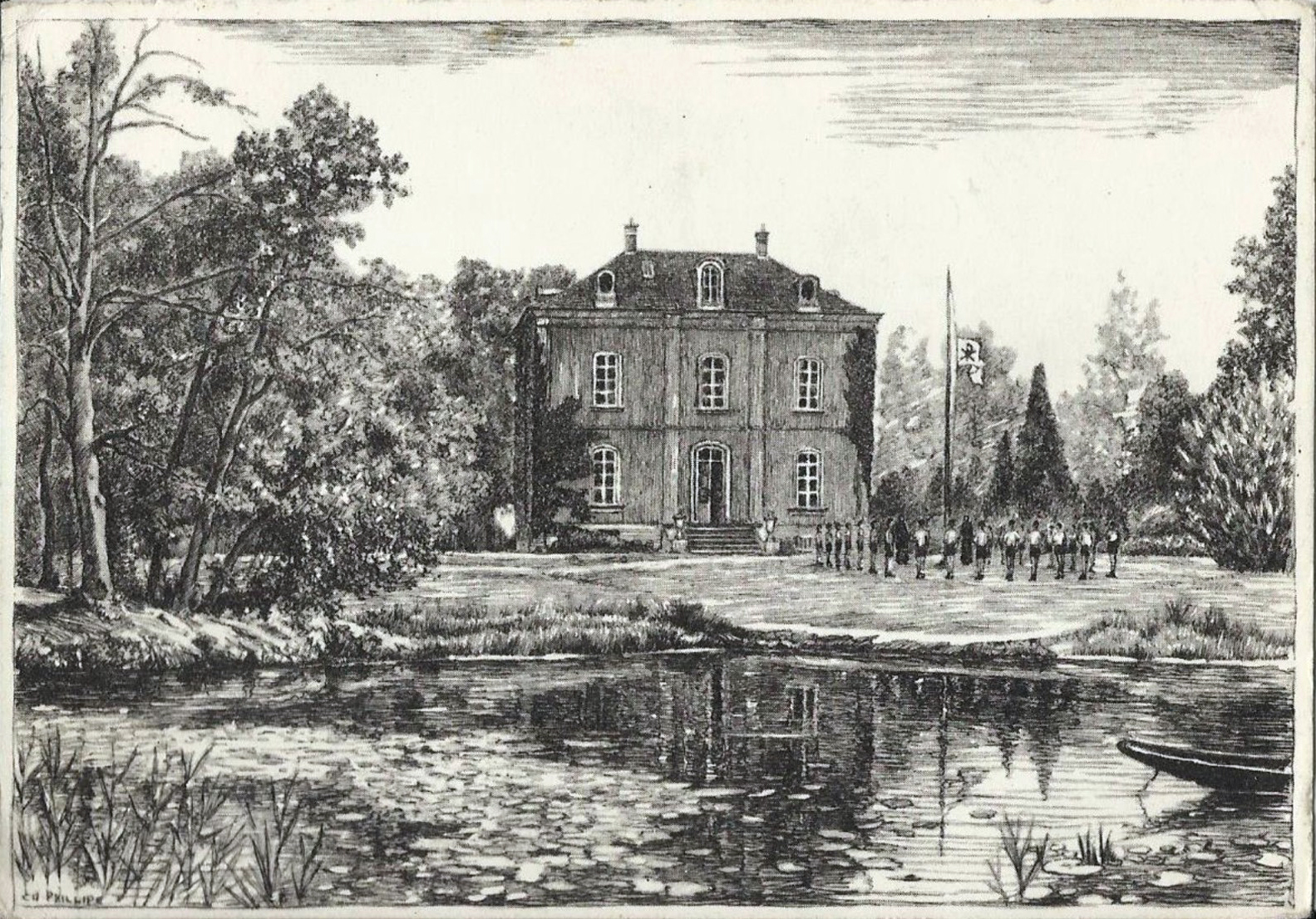
Het voormalig lustpaviljoen werd eveneens gebruikt door de KSA, getuige de vlaggengroet door een aanal jongeren en twee priesters.
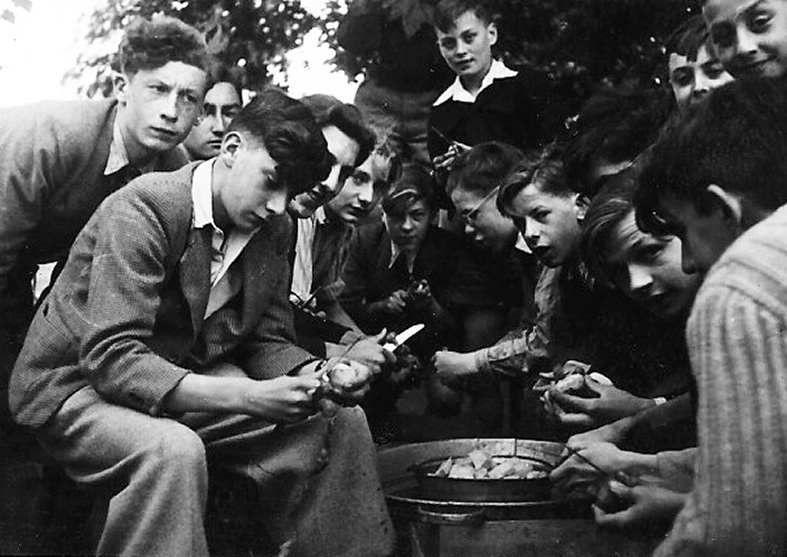
Internen aan het patatten jassen (schillen van aardappelen) tijdens een verblijf op Hertogenburg.
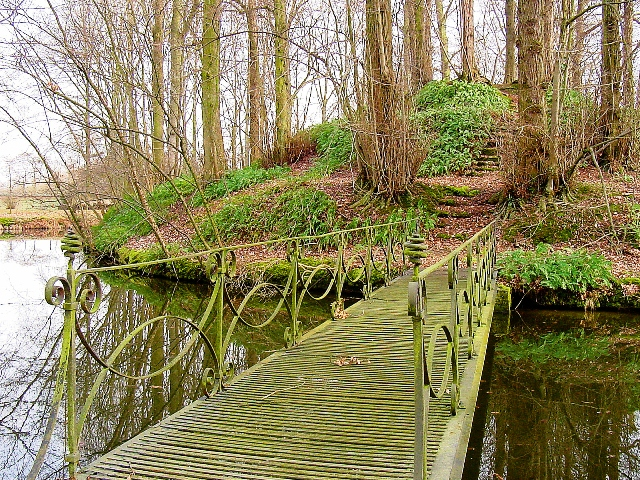
De omwaterde motte was een geliefde plaats voor spelletjes.
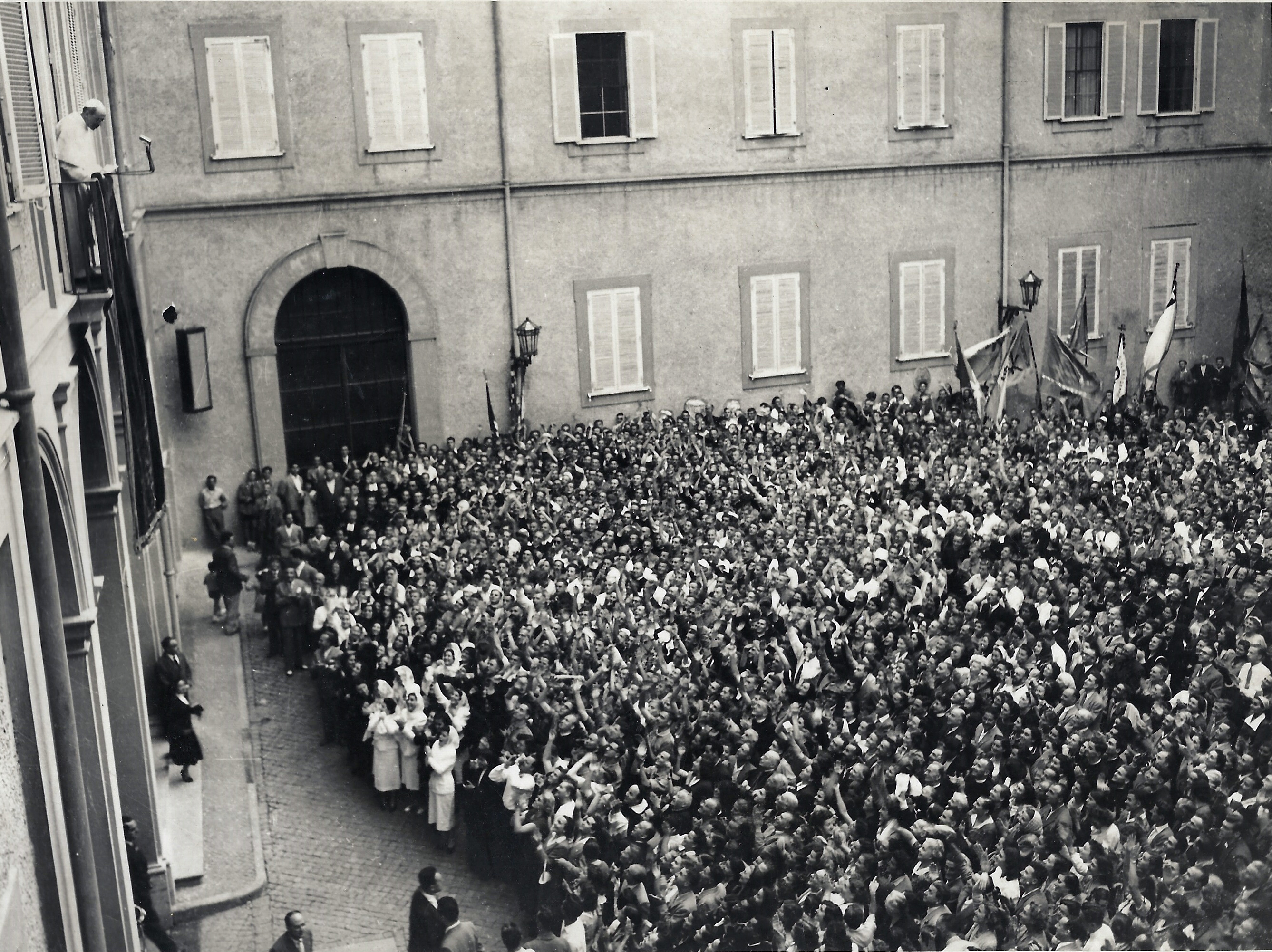
Audiëntie door paus Pius XII op zijn zomerresidentie te Castelgandolfo. 3 sept 1950.

- De komst van dictieleraars zoals Ast Fonteyne[24][25] (NL) en Henri Deligne (FR) waren aanleiding tot een jaarlijkse traditie van toneelopvoeringen respectievelijk in het Nederlands en het Frans door de leerlingen van de hoogste klassen. De voorstellingen gingen meestal door in de zaal Patria.[26]. Ast Fonteyne koos voor stukken die pasten in een schoolcontext. Primordiaal bleef de vraag wat een stuk zijn leerlingen te zeggen had in het kader van hun humaniora-opleiding. Het moesten ook stukken zijn waar jongeren zich konden inleven[27]. Het eerste toneelstuk dat hij regisseerde was "De Hemelvaart van Pieter Joost" van E.Lippl in 1948[28]. Daarvoor engageerde hij  Alicia Borghten als choreografe en een zeskoppig orkest van beroepsmuzikanten. Het stuk kreeg lovende kritiek in de pers zo schreef De Nieuwe Gids[29] "Fonteyne besteedt buitengewoon veel zorg aan het visuele: verrassende contrasten in de costumering (de acteurs dragen hun karaktereigenschappen in hun lubben[30] en plooien), een rake typering en met de aanwending van scherpe licht- en schaduweffecten, heeft het toneelbeeld een boeiende soms een fascinerende kracht” [31]. Het stuk werd herhaaldelijk opgevoerd in Ganshoren o.a. in 1968 en 1979.   Ast Fonteyne was alert om een aantal stukken in Vlaanderen te introduceren vóór ze door al dan niet professionele gezelschappen werden opgepikt zo onder meer Robert Mallet's De voltallige bemanning (L'Équipage au complet) dat op 30 januari 1957 in het Comédie de Paris[32] werd gecreëerd en al op 16 november van datzelfde jaar in een eigen vertaling van Fonteyne in het Heilig-Hartcollege van Ganshoren werd opgevoerd.[33] Voor de decors van sommige stukken werd beroep gedaan op de kunstschilder Jos De Maegd. In 1969 volgde W. De Smedt zijn oud-leraar en collega Ast Fonteyne op. Zaal Patria wordt in 1971 gesloopt en de voorstellingen vinden plaats in de zaal Gaudium in Laken en in 1971 in de schouwburg van Westrand (cultuurcentrum) te Dilbeek. De dictielessen werden niet enkel toegepast in toneel want leerlingen zoals Paul De Kerpel en Hugo Weckx  wonnen de eerste prijs op een welsprekendheidstornooi voor leerlingen uit het M.O. in het Résidence Theater[34] te Brussel,  en gebruikten ze in hun latere loopbaan of deden het beroepsmatig zoals Ronny Waterschoot, Wouter Van Lierde en Johan Van der Bracht[35].

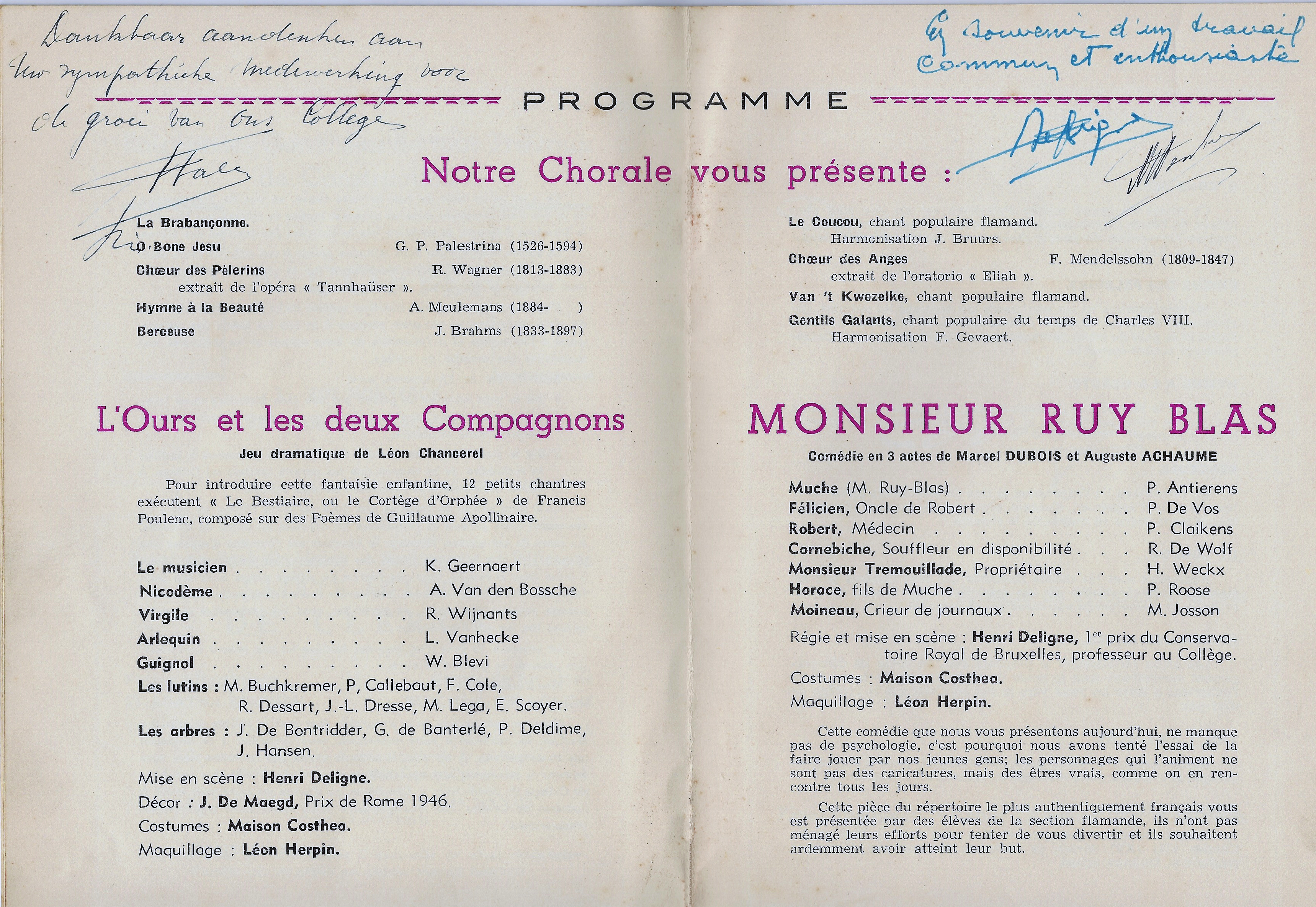
Programma van het Kunstfeest van het Heilig-Hartcollege, Ganshoren op 19 november 1950
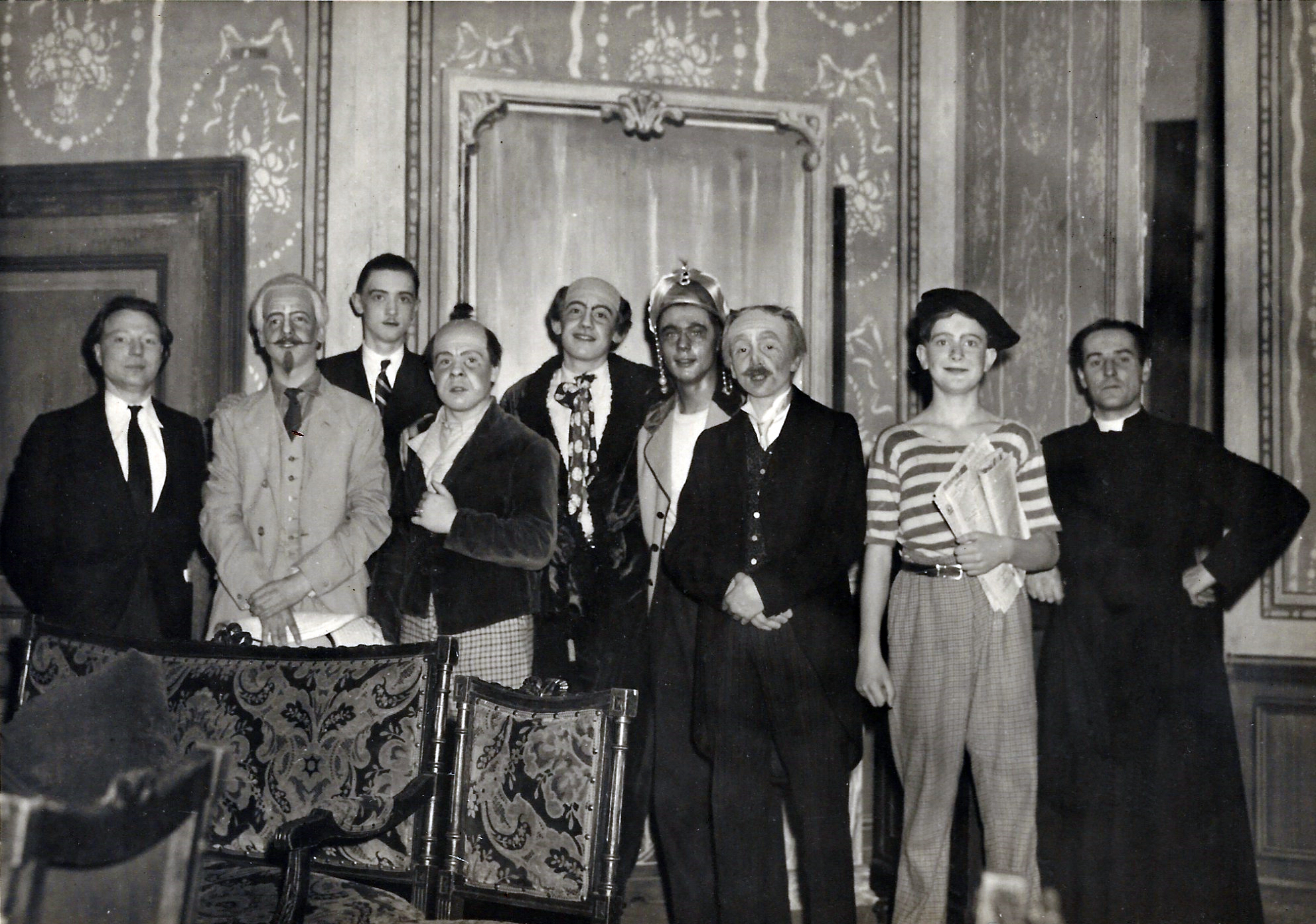
De acteurs van de comedie Ruy Blas opgevoerd in de Patriaschouwburg (Brussel) op 19 november 1950.
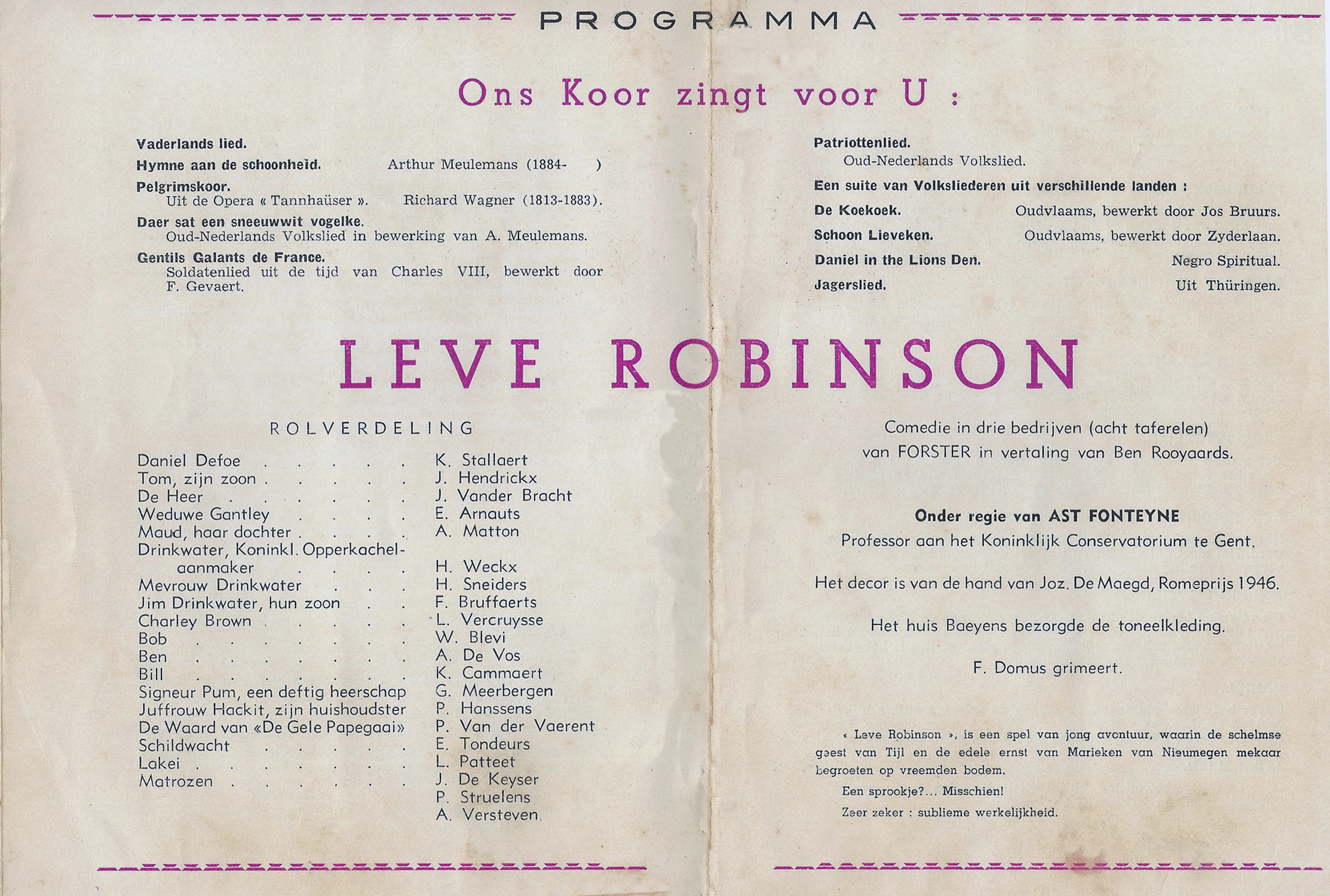
Programma van het Kunstfeest van het Heilig-Hartcollege, Ganshoren op 26 november 1950

- Door opeenvolgende turnleraars, Loonen en P. Vermaelen,  werd een "Keurploeg" van turners gevormd waaruit verschillende leraars L.O. ontsproten. Ze demonstreerden hun kunnen tijdens de jaarlijkse Zomerfeesten en op allerlei optredens ( Evere, Patria, Paleis voor Schone Kunsten). Voetbal kwam als sport op de eerste plaats zeker tijdens de speeltijden, in 1954 behaalde een college-elftal de Brabantse titel. Later kreeg volleybal de voorkeur als in 1970 een nieuw sportterrein werd aangelegd. Het gevolg was dat in het seizoen 1974-75 de kadettenploeg achtereenvolgens kampioen werden van Brussel, het diocees Mechelen-Brussel en op 17 maart 1975 werden ze Vlaams kampioen. Ze kaapten ook nog de Bloso[36]-titel weg en sleepten de Beker van de Koning in de wacht.
- De fotoclub: Met Open Lens, werd in 1955 gesticht en bezield door E.H. N. Renwart. In de loop van de jaren werden er drie doka's geïnstalleerd. De leden hadden het voordeel dat ze gratis konden fotograferen met uitstekende camera's, objectieven, filters en flitslichten en zelf hun eigen opnamen konden ontwikkelen. Er was maandelijks een algemene vergadering waarop de leden hun opnamen bespraken, en jaarlijks een fotowedstrijd in clubverband. Speciale aandacht ging naar de Nationale Fotowedstrijd voor de Jeugd. In de loop der jaren werd de fotoclub met meer dan dertig medailles beloond. Uit de fotoclub groeiden enkele beroepsfotografen uit.
- De nabijheid van Brussel met haar prachtige gebouwen en pleinen bood naast musea ook mogelijkheden op cultureel gebied zoals het Paleis van Schone Kunsten met tentoonstellingen van schilders en beeldhouwers als illustratie bij de verschillende kunststromingen, muziekopvoeringen in het kader van Jeugd en Muziek door het Nationaal Orkest van België onder leiding van befaamde dirigenten, Franstalige toneelvoorstellingen door het gezelschap van Rideau de Bruxelles die klassiek Frans toneel brachten zoals van Pierre Corneille, Molière en Jean Racine wat aansloot met de lessen Frans, het Koninklijk Belgisch Filmarchief waar filmklassiekers worden gedraaid en het Heizelstadion met verschillende sportmanifestaties.

De faam van het college aan de westrand van Brussel neemt toe evenals het leerlingenaantal met als gevolg een te enge behuizing.

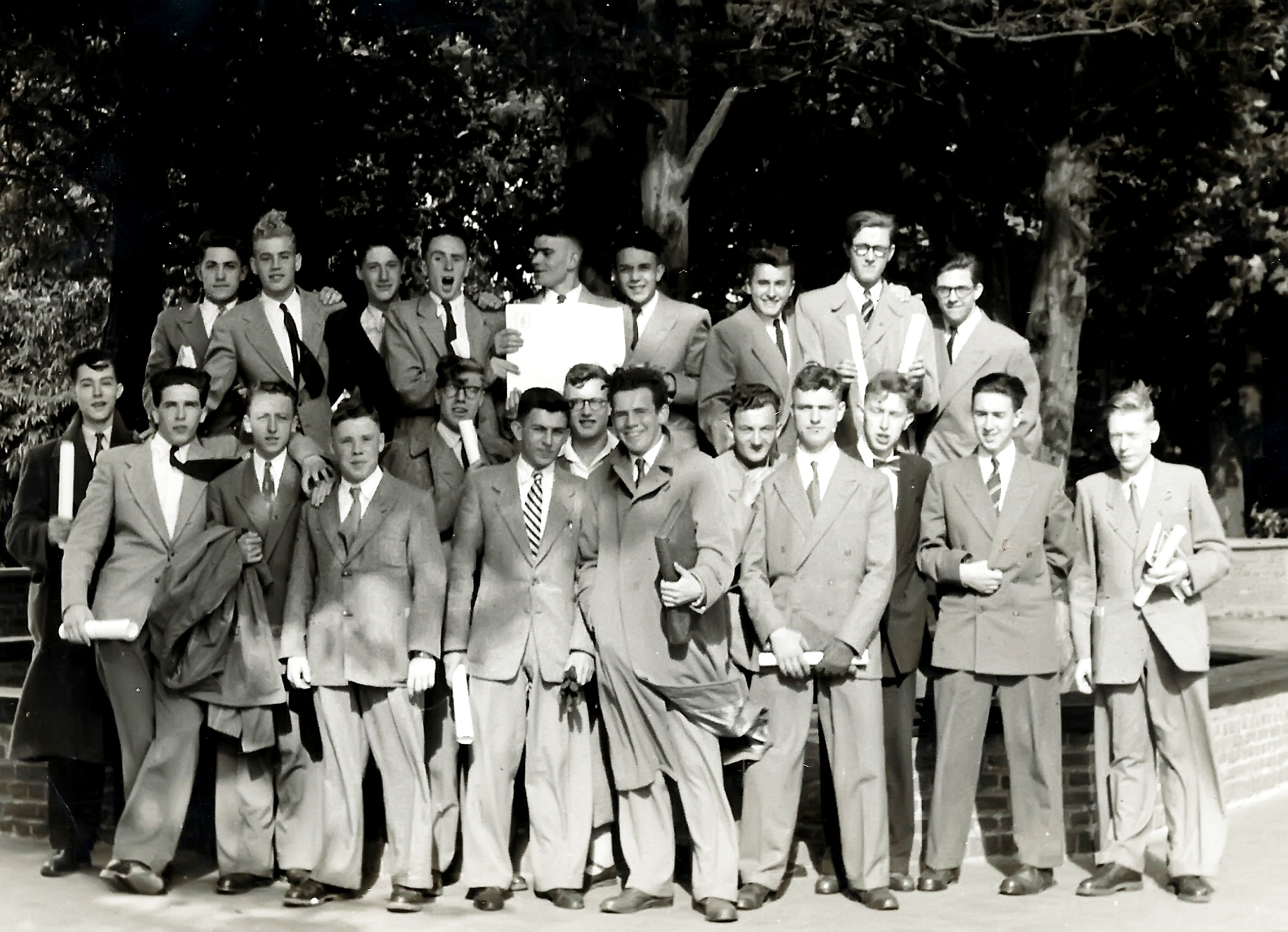
De afgestudeerden van retorica en wetenschappelijke A 1953, de eerste Romereizigers van het College vieren hun diplomering.

In 1949 wordt E.H. Bernard Vanden Berghe benoemd tot pastoor van de Basiliek en volgt E.H. Albert Faes, hij was ook gouwproost van KSA Brabant, en tot dan klasleraar van de Retorica en 1e Wetenschappelijke, hem op als directeur. Na enig heen- en weergeschrijf met het bisdom wordt er halverwege 1950 begonnen met de bouw van een nieuwe vleugel aan de Louis Delhovestraat. De plannen voor dit gebouw en ook voor de volgende uitbreidingen worden getekend door ingenieur architect Paul Rome  Reeds op 7 juli 1951 kan de gedenksteen ervan door kardinaal Van Roey worden ingewijd.  Ondertussen is het aantal leerlingen tot 584 gestegen, van wie 267 in de humaniora en 317 in de voorbereidende afdeling, waarvan 133 in de "section préparatoire". 
Er worden nieuwe activiteiten en projecten opgestart, die de volgende jaren onverminderd worden voortgezet:
- In 1950 het eerste grootse Zomerfeest, dankzij de steun van de ouders en sympathisanten.
- In 1951 stichtte Jacques De Staercke een Oud-leerlingenbond.
- In 1952 ontstonden "De Vrienden van het Heilig-Hartcollege", een groep ouders en sympathisanten die de geestelijke en materiële belangen van het college steunden. De eerste voorzitter was dhr. Bruyndonckx. Deze vereniging vervelde tot een oudervereniging
- De publicatie van het eerste "College"- tijdschrift in 1952.
- De organisatie, als een van de eerste scholen, van een Romereis voor de laatstejaars in 1953 onder leiding van E.H. Gust Van Haegenborgh. Later gevolgd door reizen naar Griekenland, Parijs, Londen...
- De voorbereidende krijgt een eerste en een tweede studiejaar bij en wordt een volwaardige lagere school onder één directeur, met een Nederlandstalige en een Franstalige sectie. Ze is "aanneembaar" waardoor de Staat de wedde van de leerkrachten tot zijn last neemt. (subsidiëring van schoolbehoeften en onderhoud is nog geen sprake).

In 1953 volgt dhr Cornelis Hofmans zijn voorganger E.H. L. Feremans op als directeur van de lagere school. Op dat ogenblik zijn in die school 19 Nederlandstalige klassen.

#### Stichting van het Collège du Sacrè-Coeur
Sinds de talentelling van 1947 en het afbakenen van het Brussels gewest tot de negentien gemeenten is Ganshoren officieel tweetalig geworden en is het mogelijk er een Franstalige school op te richten. In 1954 sticht directeur Faes het "Collège du Sacré-Coeur", voorlopig enkel bestaande uit een lagere cyclus.
De uitbreiding gaat verder in 1955 met de oprichting van een Taal- en Handelsschool waarvan dhr. Jules Vermeersch, tevens leraar economie aan het college, directeur wordt. Hij wordt opgevolgd door dhr Maurice Vandendriesche die, in samenspraak met zijn leraars de letternaam "Lethas" (Leergangen voor Taal- en Handelstudie) invoert.
De leerlingen blijven toestromen  en Directeur Faes is genoodzaakt om in allerijl drie houten paviljoenen te laten timmeren. In 1955 wordt het "Torengebouw" (aan de Keizer Karellaan) gebouwd.
Als in 1957 E.H. Faes tot hoofdinspecteur voor het lager onderwijs district Leuven wordt benoemd is E.H. Edouard Goffinet, de nieuwe directeur, deze was tot dan klasleraar van de Retorica. Onder zijn beleid kwamen er enkele nieuwe richtingen bij: Latijn-Wiskunde, Latijn-Wetenschappen, Wetenschappelijke B en Economische. 
Bij het afsluiten van het Schoolpact in 1958 waardoor voor vrije scholen nieuwe perspectieven worden geopend, maakt directeur Goffinet gebruik van de mogelijkheid een nieuwe vleugel langsheen de  Louis Delhovestraat te bouwen. Humaniora en lagere school tellen samen zowat duizend leerlingen verspreid over niet minder dan vijftig klassen.

#### Twee volwaardige instellingen
In 1963 wordt E.H. Goffinet benoemd tot president van het Groot-Seminarie in Mechelen, hij wordt opgevolgd door E.H. Wilfried Brieven, sinds 1957 leraar van Retorica. Op aandringen van ouders en leerkrachten moet hij gedogen dat de Franstalige humaniora uitbreidt tot de hogere klassen. Hij krijgt aldus de leiding van twee volwaardige instellingen, elk met een eigen administratie, in één gebouwencomplex. De Franstalige afdeling van de lagere school komt onder een eigen directie en wordt onafhankelijk van de Nederlandstalige school. De heer Hofmans blijft schoolhoofd van de Nederlandstalige lagere school en de heer Charliers krijgt de leiding van de Franstalige afdeling.
In 1964 worden een centrale trapzaal en een derde verdieping opgetrokken. Er ontstaan ook wrijvingen tussen de Nederlands- en Franstalige secties doordat de accenten onderling verschillen, waardoor het samenleven van twee secties in één gebouw moeilijker wordt.
In 1966 wordt directeur Brieven afgelost door E.H. Stefaan Rouwet, studieprefect aan Sint-Jozefscollege te Sint-Pieters-Woluwe die men er probeert kwijt te raken. Het is zijn taak, als "buitenstaander" de wrijvingen diplomatisch op te lossen door de lokalen netjes te verdelen. Er komt ook een nieuw scheikundelokaal. In 1968 wordt gestart met moderne wiskunde en wordt deelgenomen aan het docimologisch experiment. In hetzelfde jaar stopt het befaamde collegekoor. De communautaire woelingen en het toenemend plaatsgebrek wegens stijging van het Franstalige leerlingenaantal leiden tot groeiende onvrede binnen de Nederlands- en Franstalige sectie. De oplossing is een definitieve splitsing.

#### Twee autonome instellingen
In 1970 wordt E.H. H.Parein, sinds 1947 studieprefect, opvolger van E.H. S.Rouwet die ook hier reeds na 4 jaar moet opstappen. Onder zijn beleid worden in 1973 het  Heilig-Hartcollege en het Collège du Sacré-Coeur twee autonome instellingen elk met een eigen directie en een eigen budget. E.H. Parein behoudt het directeurschap van het collège en E.H. Frans Stoffelen, al zestien jaar leraar en later studieprefect, wordt de eerste directeur van het Vlaamse college.

#### Problemen
E.H. Stoffelen is de persoon met de langste loopbaan als directeur van het college. Meteen na zijn aanstelling en na een betoging voor de vijfdaagse schoolweek richt hij een leerlingenraad op. Hij stelt ook vast dat sinds 1970 het aantal leerlingen zowel in de humaniora als de lagere school gestaag krimpt.
De oorzaken hiervoor zijn:
- de daling van het geboortecijfer,
- de opstart of uitbreiding van onderwijsinstellingen binnen het rekruteringsgebied,
- de toenemende verfransing van Ganshoren en omgeving.

Vanaf 1977 wordt er nogmaals gebouwd. Ditmaal voor de uitbreiding van het collège.
In 1979 verlaat directeur Vandendriessche de Lethasavondleergangen voor eenzelfde functie in Honim, hij wordt vervangen door de heer Norbert Cobbaert, die er al enkele jaren de aspirant-boekhouders onderwijst.
In de lagere school gaat na achtendertig jaar, als onderwijzer en schoolhoofd, de heer Hofmans met pensioen. Hij wordt opgevolgd door de heer Jozef Verreth, sedert 1950 leerkracht in de lagere school.
Op 1 september 1982 wordt gestart met het Vernieuwd secundair onderwijs (VSO), met nieuwe begrippen, nieuwe methodes, nieuwe functies gepaard met strubbelingen en disputen.

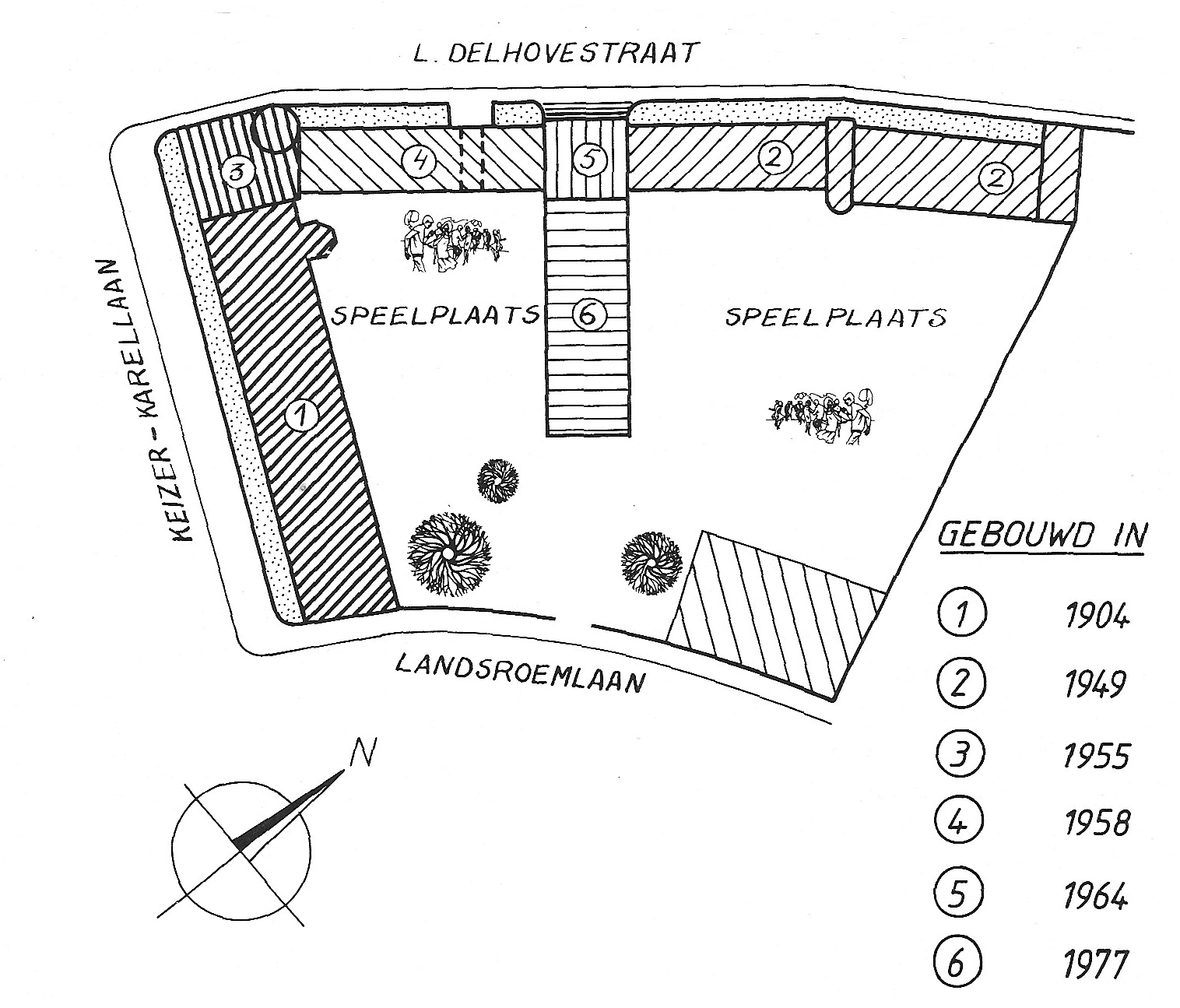
Heilig-Hartcollege Ganshoren. Globaal plan

### Sint-Lutgardis-en-Heilig-Hartcollege (1984-1997)
Ten gevolge van het dalende leerlingenaantal van zowel het Sint-Lutgardisinstituut als het Heilig-Hartcollege fuseren beide instellingen  op 1 september 1984 tot één geheel en ontstaat aldus de eerste gemengde katholieke school in Ganshoren. Organisatorisch komt het nieuwe college, samen met de twee lagere scholen en de Lethasavondleergangen onder één inrichtende macht.  Ook nu zijn er bouwwerken nodig voor een nieuwe polyvalente gymzaal aan de De Brouckèrelaan in Ganshoren. Op 23 september 1988 wordt het gebouw ingewijd. Het stopt nog niet met de veranderingen want op 1 september 1989 wordt gestart met het zogenaamde "Eenheidstype". De resultaten zijn hoopgevend want het leerlingenaantal stijgt. Het jaar 1989 wordt een jubileumjaar, met als topgebeurtenis de viering "50 jaar College" op 30 september.

#### Leken leiden het college
Op 1 september 1990 wordt de heer Jan De Boelpaep de nieuwe directeur van de secundaire afdeling. Nog tijdens het eerste jaar van zijn benoeming zet hij de procedure in voor de oprichting van een participatieraad. De lagere school breidt uit met een volwaardige kleuterschool gelegen aan de Van Overbekelaan in de gebouwen van de "Filles de la Sagesse". In januari 1996 volgt mevrouw Veerle Adams, Norbert Cobbaert op als directeur van Lethas. In september 1996  gaat directeur Jozef Verreth van de basisschool Heilig-Hartcollege met pensioen en hij wordt opgevolgd door de heer Jan David. Op 1 september 1997 wordt de heer Jan De Boelpaep, directeur van de secundaire afdeling, opgevolgd door de heer Michel Teirlynck. Op diezelfde datum wordt de scholengemeenschap uitgebreid met de autonome vrije kleuterschool Sint-Theresia van Zellik.

### Terug Heilig-Hartcollege (1997-2008)
In 1999, het laatste jaar van het tweede millennium gaat alle aandacht naar de "samenwerkingsverbanden." Het overkoepelend orgaan heet "Sint-Gorik" en is samengesteld uit vijftien scholen en tien inrichtende machten. Het Heilig-Hartcollege is niet langer een aparte en autonome entiteit, dat laat zich voelen.
Op 1 september 2000 gaat in Brussel officieel het project "Onthaalklassen voor anderstalige nieuwkomers"(OKAN) van start. Het bestaat voorlopig uit drie Nederlandstalige klassen waarvan twee in katholieke scholen. Het college, dat eerder de officiële non-discriminatieakkoorden ondertekende, neemt één klas voor zijn rekening. De andere wordt aan het Sint-Guido-instituut (De school van Lukaku) in Anderlecht toegekend. Aanvankelijk tellen ze elk elf leerlingen, maar in januari 2001 is het aantal verdrievoudigd en einde februari herbergt het Heilig-Hartcllege reeds 52 anderstaligen - voornamelijk kinderen van vluchtelingen en asielzoekers - verspreid over vier niveaus onder het gezag van een gespecialiseerde ploeg van zeven leerkrachten. Op papier een grote stap voorwaarts, het studieaanbod is immers uitgebreid en het leerlingenaantal is gestegen. In werkelijkheid is het recruteringsgebied  zo plurilinguïstisch, multicultureel en multi-etnische geworden, de instroom van Nederlandsonkundige en op studiegebied sterk achterop zijnde allochtonen zo enorm en het aantal inschrijvingen van leerlingen met ASO-profiel zo armtierig, dat  het algemene studiepeil een bruuske neerwaartse trend gaat vertonen en een uniform Algemeen Secundair Onderwijs niet langer houdbaar is. Het zo geroemde Heilig-Hartcollege wordt gedwongen zijn traditionele, al meer dan zestig jaar bestaande richtingenstructuur aan te passen en keuzen te maken inzake studieaanbod. De Latijnse afdelingen worden overgeheveld naar het Sint-Pieterscollege in Jette. De Aso-richtingen Wetenschappen en Economie worden geflankeerd door de richtingen Handel - TSO(Technisch secundair onderwijs), kantooradministratie en gegevensbeheer - BSO(Beroepssecundair onderwijs).

#### Nog goed nieuws
Er ontstaan nauwere contacten met het Collège du Sacré Coeur gaande van openhartige gespreksmomenten tussen de respectieve directeurs tot geapprecieerde uitwisselingsprojecten voor de leerlingen. Zelfs het centrale middengebouw, op de turnzaal na, wordt overgedragen aan het collège. Tijdens de jaren 2002-2003 krijgt de bijna honderdjarige neogotische vleugel  een grondige opknapbeurt. De gevels worden gezandstraald, klaslokalen worden volledig vernieuwd, de inkom- en traphal krijgt een frisse look en in de kelderverdieping ontstaat een prachtige eetzaal en een kersverse moderne keuken. Directeur Teirlynck is trots en ontvangt bij de inhuldiging begin mei 2003 de felicitaties van de eenennegentigjarige en gelukkige Mgr. Vanden Berghe, directeur-stichter, die "Het college nog nooit zo mooi had gezien".
Op 1 september 2004 wordt de heer Luk Van Humbeeck de nieuwe directeur. Een jaar later wordt hij opgevolgd door E.H. Steven Wielandts, overgekomen van het Sint-Guido-instituut in Anderlecht.
Na drie leken opnieuw een geestelijke!

#### Maar ook slecht nieuws
In 2005 telde de school circa 240 leerlingen. Het aantal anderstalige nieuwkomers in de humaniora bedraagt zowat 95 procent. In de basisschool zijn er nog amper twee leerlingen die een mondje Nederlands spreken. Er werd dan ook volledig  gestopt met ASO (waarbij het nabijgelegen Sint-Pieterscollege (Jette) uitsluitend ASO ging aanbieden).

#### Einde
In februari 2007 besloot de inrichtende macht de school te sluiten omdat ze machteloos stond tegenover het groeiende aantal probleemjongeren In het schooljaar 2007-2008 werd enkel het tweede, vierde en zesde jaar behouden omdat een Vlaamse school decretaal verplicht is alle leerlingen een hele graad op dezelfde school te laten volgen. Op 30 juni 2008 werd het Heilig-Hartcollege gesloten, maar de basisschool en het volwassenenonderwijs(CVO Lethas)  bleven bestaan.
Sic transit gloria collegii S.S.Cordis
```
         Elegie
```

O HHC, waer bestu bleven? en Psalm 2007 (naar Albrecht Rodenbach).

Twee treurgedichten geschreven door oud-leraar André G. Vanstraelen.

### Directie Heilig-Hartcollege secundaire afdeling
- 1939-1949: E.H. Bernard Vanden Berghe
- 1949-1957: E.H. Albert Faes
- 1957-1963: E.H. Edouard Goffinet
- 1963-1966: E.H. Wilfried Brieven
- 1966-1970: E.H. Stefaan Rouwet
- 1970-1973: E.H. Henri Parein
- 1973-1990: E.H. Frans Stoffelen
- 1990-1997: dhr. Jan De Boelpaep
- 1996-2004: dhr. Michel Teirlynck
- 2004-2005: dhr. Luk Van Humbeeck
- 2005-2007: E.H. Steven Wielandts
- 2007-2008: mvr. Odile Pas

### Bekende oud-leerlingen en klasfoto's Heilig-Hartcollege
- Piet Antierens
- Jan Béghin
- Guy Bellemans
- Herman Bogaert, acteur, woordkunstenaar[55]
- Bob Boon
- Herman(Bie) Boon
- Jean-Jacques Cassiman
- Guido Cassiman, lid van Trio Cassiman en producer van Omroep Brabant.[56]
- Christian De Coninck
- Paul De Kerpel
- Kris Deschouwer
- Jacques De Staercke
- Mandus De Vos
- Wilfried Dewachter
- Frans Du Mong
- Ivo Goris, lid van de Agglomeratieraad van de Nederlandstalige Brusselse Jeugd (ANB) en de Agglomeratieraad voor Plaatselijk Sociaal Cultureel Werk (APSKW), directeur van de Dienst voor Cultuurpromotie, eerste algemeen directeur van de Ancienne Belgique(1979-1986), mede-initiatiefnemer van het Kaaitheater, BRONKS Jeugdtheater..
- Frans (Sus) Jacobs, kapitein-vlieger Belgische Luchtmacht (1 Wing - 350 Squadron), stuntvlieger gekend door zijn TRT (Touch-Roll-Touch) die hem fataal werd.[57]
- Jos Pelgrims, burgemeester Aarschot
- Paul Smeyers, Dr. Wi., Gewoon hoogleraar Astronomisch Instituut, Katholieke Universiteit Leuven
- Guillaume Speltincx, ambassadeur.[58]
- Johan Van der Bracht, filosoof en auteur, stichter, directeur, regisseur en acteur van het Brussels Kamertoneel. Ereleraar Koninklijk Conservatorium Antwerpen, regisseur Koninklijke Vlaamse Opera, oud-directeur Noord-Limburgs Instituut voor Kunstonderwijs[59][60].
- Arthur Van der Taelen, priester, historicus, docent, deken van de Katholieke Kerk, voorzitter van dekencollege van Brussel.[61]
- Guido Vanhecke, luitenant-generaal en stafchef van de Belgische Luchtcomponent.[62]
- Jef Valkeniers
- Wouter Van Lierde
- Etienne Van Vaerenbergh
- Philip Vergels
- Ronny Waterschoot
- Hugo Weckx
- Klasfoto's[63]

## Lagere school / Basisschool (1963-heden)
In 1963 wordt C. Hofmans hoofd van de lagere school tot hij in 1981 werd opgevolgd door directeur Jozef Verreth directeur van de lagere school. In 1992 fusioneert de lagere school van het Heilig-Hartcollege met de kleuterschool Onze-Lieve-Vrouw-Wijsheid tot de Vrije Basisschool Heilig-Hartcollege Ganshoren. De basisschool wordt ook gemengd (jongens en meisjes).
In 1996 wordt Jan David directeur. In 2002 fusioneren vijf inrichtende machten van het bisdom en maakt de school deel uit van de vzw Sint-Goedele Brussel. Vanaf 2005 maakt de basisschool deel uit van de scholengemeenschap Sint-Goedele Brussel basisonderwijs.
In 2008 sloot de secundaire afdeling van het Heilig-Hartcollege en werd Jan David halftijds coördinerend directeur van de scholengemeenschap. Hij bleef halftijds directeur van de basisschool met Ria Van der Mauten. In 2014 werd Jan David voltijds coördinerend directeur van de scholengemeenschap. Hiermee werd Van der Mauten voltijds directeur van de basisschool tot Jan David in 2015 deze functie terug opnam. In de loop der jaren is de instelling geëvolueerd van een uitgesproken Vlaamse school tot een multiculturele school.
In 2018 sloten ouders en kinderen aan bij het burgerprotest van Filter Café Filtré omwille van de bijzonder slechte luchtkwaliteit rond de school. Uit vrees voor verkeerschaos werden de acties aanvankelijk verboden. Maar later trok het gemeentebestuur dit verbod in.

### Directie Heilig-Hartcollege afdeling lagere school / basisschool
- 1950-1953 : E.H. L. Feremans
- 1953-1981 : dhr. Cornelis Hofmans
- 1981-1996 : dhr. Jozef Verreth
- 1996-2021 : dhr. Jan David
- 2021-heden: dhr. Steven Heremans

### Directie Leergangen voor Taal- en Handelsstudie / CVO Lethas
- 1955-19..  : dhr. Jules Vermeersch
- 19..-1979  : dhr. Maurice Vandendriessche
- 1979-1996  : dhr. Norbert Cobbaert
- 1996-2023 : mvr. Veerle Adams
- 2023-heden: dhr. Nikolaj Vercruysse